# 古部村
古部村（こべむら）は、長崎県の島原半島にあった村。南高来郡に属した。1926年（大正15年）に東隣の伊福村と合併し、大正村となった。
現在の雲仙市瑞穂町の西部、古部地区にあたる。

## 地理
島原半島の北部に位置する。南高来郡内で面積が最も小さい自治体である。
- 河川：権現川、船津川

## 沿革
- 1889年（明治22年）4月1日 - 町村制施行により、南高来郡古部村が単独村制にて発足。
  - 伊福村とあわせて「古部伊福組合村[1]」とし、組合村役場を当村に設置。
- 1912年（大正元年）10月10日 - 当村域に島原鉄道線の古部駅が開業。
- 1926年（大正15年）7月1日 - 伊福村と合併して大正村が発足し、古部村は自治体として消滅。

## 地名
名を行政区域とする。古部村は1889年の町村制施行時に単独で自治体として発足したため、大字は無し。
なお、古部村では名の名称を十干に置き換えて表記する。
- 甲 ／ 岡名
- 乙 ／ 夏峰名

## 交通

### 鉄道
島原鉄道
- 島原鉄道線

（守山村） - 古部駅 - （伊福村）
現在、旧村域には古部駅のほか、1955年（昭和30年）より大正駅が設置されている。

## 名所・旧跡
- 柿ノ本古墳
- 鍵嶺城跡
- 夏嶺城跡